# C5AR2
C5AR2 (англ. Complement component 5a receptor 2) – білок, який кодується однойменним геном, розташованим у людей на короткому плечі 19-ї хромосоми. Довжина поліпептидного ланцюга білка становить 337 амінокислот, а молекулярна маса — 36 080.
| 10         |  | 20         |  | 30         |  | 40         |  | 50         |
| ---------- |  | ---------- |  | ---------- |  | ---------- |  | ---------- |
| MGNDSVSYEY |  | GDYSDLSDRP |  | VDCLDGACLA |  | IDPLRVAPLP |  | LYAAIFLVGV |
| PGNAMVAWVA |  | GKVARRRVGA |  | TWLLHLAVAD |  | LLCCLSLPIL |  | AVPIARGGHW |
| PYGAVGCRAL |  | PSIILLTMYA |  | SVLLLAALSA |  | DLCFLALGPA |  | WWSTVQRACG |
| VQVACGAAWT |  | LALLLTVPSA |  | IYRRLHQEHF |  | PARLQCVVDY |  | GGSSSTENAV |
| TAIRFLFGFL |  | GPLVAVASCH |  | SALLCWAARR |  | CRPLGTAIVV |  | GFFVCWAPYH |
| LLGLVLTVAA |  | PNSALLARAL |  | RAEPLIVGLA |  | LAHSCLNPML |  | FLYFGRAQLR |
| RSLPAACHWA |  | LRESQGQDES |  | VDSKKSTSHD |  | LVSEMEV    |  |            |

A: Аланін

C: Цистеїн

D: Аспарагінова кислота

E: Глутамінова кислота

F: Фенілаланін

G: Гліцин

H: Гістидин

I: Ізолейцин

K: Лізин

L: Лейцин

M: Метіонін

N: Аспарагін

P: Пролін

Q: Глутамін

R: Аргінін

S: Серин

T: Треонін

V: Валін

W: Триптофан

Кодований геном білок за функціями належить до рецепторів, g-білокспряжених рецепторів, білків внутрішньоклітинного сигналінгу, фосфопротеїнів. 
Локалізований у клітинній мембрані, мембрані.